# Wolfenstein II: The New Colossus
Pour un article plus général, voir Wolfenstein (série de jeux vidéo).
Wolfenstein II: The New Colossus est un jeu vidéo de tir à la première personne édité par Bethesda Softworks et développé par MachineGames. Il a été annoncé à l'E3 2017 comme étant la suite de Wolfenstein: The New Order. Il est sorti le 27 octobre 2017 sur Microsoft Windows, PlayStation 4, Xbox One, et le 29 juin 2018 sur Nintendo Switch.

## Synopsis
L'histoire se déroule dans une uchronie d'un monde parallèle où les Allemands auraient envahi les États-Unis durant le Troisième Reich. Le joueur contrôle William « B. J. » Blazkowicz.
Après la mort du « Boucher », l'équipe se réfugie à l'intérieur du sous-marin volé dans l'épisode précédent (Wolfenstein: The New Order) surnommé le Marteau d'Eva, avec Blazkowicz qui a miraculeusement survécu, et qui leur sert de base d'opération. Cependant, ils sont traqués par la générale Irene Engel à bord de l'Ausmerzer, sa forteresse volante. Ils parviennent finalement à s'en défaire et se débarrasser des derniers membres d'équipage du sous-marin allemand, au prix de la perte de Caroline. William part alors à New York pour rejoindre une cellule de résistance menée par Grace Walker qui y est implantée dans un appartement de l'Empire State Building depuis le bombardement atomique de la ville. Ils vont alors être attaqués par les Nazis, mais parviennent à fuir ensemble.
Succédant à Caroline en tant que chef, Grace expose son plan : il s'agit d'envoyer William à Roswell, au Nouveau-Mexique, afin de faire exploser l'Oberkomando, le quartier général nazi, à l'aide d'une bombe atomique créée par Set. Après de durs combats, William atteint son but et l'entièreté de l'armée nazie et des membres du Ku Klux Klan (qui dirigent désormais les États-Unis) se mettent à sa recherche. 
Dans sa fuite, William retourne à sa maison natale située à Mesquite dans l'état du Texas. Il s'y remémore son enfance difficile avec son père violent envers lui et sa mère juive. À son arrivée, il y découvre son père, le menaçant avec un fusil de chasse. Son père lui exprime alors son dégoût envers lui et ce qu'il est devenu : pour lui, William n'est qu'un meurtrier. William lui dit alors que des suites de ses blessures durant son duel avec le « Boucher » et de la perte de Caroline, qu'il n'a plus peur de mourir. Le canon sur la tempe, William désarme son père avant de le tuer froidement sans autre forme de procès. Son père lui avoue alors qu'il a servi d'indicateur aux Nazis et qu'il a dénoncé sa mère. Au même moment, la forteresse volante d'Engel arrive et William est fait prisonnier. 
William est alors jugé avant d'être condamné à mort comme terroriste. Son exécution se déroule à Washington devant des millions de spectateurs et téléspectateurs au Lincoln Memorial. Engel le décapite puis jette sa tête dans un bûcher, mais avant qu'elle tombe dans le feu, Set la récupère à l'aide d'un drone et la ramène vers la planque de la résistance et de conserver la tête de William en vie artificiellement. Quelques semaines plus tard, Set greffe la tête de William sur le corps d'un soldat clone nazi expérimental. William est toujours en vie alors que le monde le croit mort. 
Ensuite, l'équipe de résistants décide de rallier le peuple du ghetto de La Nouvelle-Orléans, un lieu où les Nazis ont enfermé « les indésirables ». Après de durs combats contre les Nazis, l'ensemble des résistants mené par Horton rejoignent le Marteau d'Eva. 
William veut en finir avec Engel et faire éclater la révolution contre les Nazis. Mais pour cela, il fait désactiver la forteresse volante de la générale. Pour y arriver, il faut d'abord avoir des codes de désactivation « Odin ». William part alors au nouvel Oberkommando situé sur la planète Vénus, sous l'identité d’un dénommé Jules Redfield, un acteur censé jouer dans le film de propagande montrant la traque de Blazkowicz. Après avoir épaté Adolf Hitler venu évaluer les candidats au rôle — les trois autres sont assassinés pour incompétence —, William s'introduit dans la base et vole les codes « Odin ». Il revient alors à l'aide d'un vaisseau et rejoint le sous-marin.
La phase finale est lancée. William et les résistants prennent d'assaut l'Ausmerzer. La forteresse volante est extrêmement bien gardée mais William arrive à désactiver les systèmes de défense grâce aux codes « Odin ».
La générale Engel n'est pas sur l'Ausmerzer car elle est en pleine émission de propagande en Californie. William part alors là bas afin d'en finir. Avec l'aide de ses amis, il parvient à prendre le contrôle du studio et assassine la générale à l'aide d'une hache. Blazkowicz et ses amis demandent alors au peuple des États-Unis de se joindre à leurs côtés.
Plus tard, William demande sa main à Anya, avec qui il s’apprête à avoir des filles jumelles.

## Système de jeu
Le système de jeu est le même que celui de The New Order. Le joueur évolue dans un HUB, beaucoup plus grand que le précédent opus avant chaque mission principale. Comme auparavant, Blazkowicz pourra s'équiper de deux armes. Mais, contrairement au jeu précédent, les deux armes se sont pas forcément identiques et seront choisies par le joueur. Au début de l'aventure, un flashback est utilisé pour choisir entre la version de Fergus ou de Wyatt.

## Développement
Wolfenstein II: The New Colossus est développé à l'aide du moteur de jeu id Tech 6 d'id Software, alors que son prédécesseur Wolfenstein: The New Order utilise l'id Tech 5. Ce choix a poussé MachineGames à reproduire l’entièreté du premier jeu dans ce moteur, dont notamment son système de combat.

## Accueil
- Canard PC : 8/10[2]